# Antikommutativitás
A matematikában antikommutatívnak nevezünk egy, az {\displaystyle A} gyűrűn értelmezett {\displaystyle *} műveletet, ha {\displaystyle a*b=-b*a} minden {\displaystyle a,b\in A}-ra.

## Példák
Antikommutatív például a kivonás a valós számok körében, vagy a vektoriális szorzat a valós számok fölötti háromdimenziós vektortérben. A Lie-algebrák Lie-zárójel művelete definíció szerint antikommutatív.
Az antikommutativitás nem ellentéte a kommutativitásnak: a nem kommutatív műveletek általában nem antikommutatívak. Például a nullától különböző valós számok osztása nem kommutatív (7:5≠5:7), de ez a művelet nem antikommutatív (hiszen 7:5≠-5:7).

## Tulajdonságok
Ha {\displaystyle A} nullosztómentes és karakterisztikája nem 2, akkor egy összeadásra nézve disztributív {\displaystyle *} művelet antikommutativitása ekvivalens azzal, hogy {\displaystyle a*a=0(\forall a\in A)}.

## Általánosítás
Az antikommutativitás fogalma általánosítható többváltozós műveletekre is. Ebben a bővebb értelemben egy n változós művelet antikommutatív, ha a változók tetszőleges páratlan permutációja az eredmény előjelét ellenkezőre változtatja.